# Karów
Karów (niem. Kahrau) – wieś w Polsce położona w województwie dolnośląskim, w powiecie górowskim, w gminie Niechlów.

## Podział administracyjny
W latach 1975–1998 miejscowość administracyjnie należała do województwa leszczyńskiego.

## Zabytki
Do wojewódzkiego rejestru zabytków wpisany jest obiekt:
- zespół dworski, z czwartej ćwierci XIX w.:
  - dwór
  - park (pozostałości).